# أحمد نكر
أَحمَد نَكَر (بالأردية: احمد نگر) (بالإنجليزية: Ahmednagar)‏ هي مدينة تقع في منطقة أحمد نكر، ولاية مهاراشترا، غرب الهند. يبلغ عدد سكان المدينة 350،905 نسمة.